# Quyền Anh tại Đại hội Thể thao Đông Nam Á 2007

Quyền Anh tại Đại hội Thể thao Đông Nam Á năm 2007 diễn ra trong kỳ SEA Games lần thứ 24, tại Gymnasium, Amphoe Pak Thong Chai, tỉnh Nakhon Ratchasima, Thái Lan, từ ngày 7 đến ngày 13 tháng 12 năm 2007. Lưu trữ ngày 31 tháng 12 năm 2007 tại Wayback Machine.
Chương trình thi đấu gồm cả nội dung của nam và nữ, với 10 hạng cân nam (từ 45 kg–81 kg) và 7 hạng cân nữ (từ 46 kg–60 kg), áp dụng quy định thi đấu do AIBA ban hành.
SEA Games 2007 chứng kiến sự thống trị tuyệt đối của Thái Lan khi giành được 16 huy chương vàng, huy chương vàng còn lại thuộc về Philippines.

## Bảng huy chương
| Hạng | Đoàn        | Vàng | Bạc | Đồng | Tổng |
| ---- | ----------- | ---- | --- | ---- | ---- |
| 1    | Thái Lan    | 16   | 1   | 0    | 17   |
| 2    | Philippines | 1    | 12  | 2    | 15   |
| 3    | Malaysia    | 0    | 2   | 3    | 5    |
| 4    | Việt Nam    | 0    | 1   | 9    | 10   |
| 5    | Lào         | 0    | 1   | 5    | 6    |
| 6    | Indonesia   | 0    | 0   | 6    | 6    |
| 7    | Myanma      | 0    | 0   | 4    | 4    |
| 8    | Campuchia   | 0    | 0   | 1    | 1    |
| Tổng | Tổng        | 17   | 17  | 30   | 64   |

## Tóm tắt kết quả

### Nam
| Hạng cân             | Vàng                   | Bạc                           | Đồng                     | Đồng                  |          |
| -------------------- | ---------------------- | ----------------------------- | ------------------------ | --------------------- | -------- |
| Hạng pin 45 kg       | Pongprayoon Kaeo       | Vongpakhoun Sikham            | Surati Marten            | Vicera Bill Vicente   | chi tiết |
| Hạng ruồi nhẹ 48 kg  | Ruenroeng Amnat        | Mohamad Zamzai Azizi          | Pabila Albert            | Holapatiphone Nhothin | chi tiết |
| Hạng ruồi 51 kg      | Jongjohor Somjit       | Castro Godfrey                | Abdul Karim Mohammad Ali | Nguyễn Trọng Đạt      | chi tiết |
| Hạng gà 54 kg        | Petchkoom Worapoj      | Cantancio Junel               | Trần Quốc Việt           | Chanthasone Xayyalack | chi tiết |
| Hạng lông 57 kg      | Adi Sailom             | Tacuyan Orlando Jr            | Kalai Eddey              | Naung Soe Yan         | chi tiết |
| Hạng nhẹ 60 kg       | Sayota Pichai          | Ladon Joegin                  | Paulus Paunandes         | Lubis Miftah Rifai    | chi tiết |
| Hạng siêu nhẹ 64 kg  | Boonjamnong Manus      | Semillano Larry               |                          |                       | chi tiết |
| Hạng bán trung 69 kg | Boonjamnong Non        | Hj Mohd Haron Mohamad Farkhan | Cao Văn Trưởng           | Vongthaphanh Phet     | chi tiết |
| Hạng trung 75 kg     | Prasathinphimai Suriya | Tizon Junie                   | Hin Sai Heng             | Hứa Đức Trọng         | chi tiết |
| Hạng bán nặng 81 kg  | Chomphuphuang Angkhan  | Tabangcora Maximino           | Lavilaiseng Sisouphanh   | Pane Muhammad Yunus   | chi tiết |

### Nữ
| Nội dung            | Vàng                       | Bạc              | Đồng                  | Đồng                      |          |
| ------------------- | -------------------------- | ---------------- | --------------------- | ------------------------- | -------- |
| Hạng pin 46 kg      | Ngamlam Dueannapha         | Vũ Thị Hải Yến   | Thin Kyu Kyu          | Yunike Lenda Rotty        | chi tiết |
| Hạng ruồi nhẹ 48 kg | Satumrum Sopida            | Apari Alice Kate | Nguyễn Thị Hoa        | Simarmata Rumiris Nursita | chi tiết |
| Hạng ruồi 50 kg     | Albania Annie              | Kadeewong Hansa  | Ei Swe Hninn          | Nguyễn Thị Chiến          | chi tiết |
| Hạng gà nhẹ 52 kg   | Thawinsuwanawang Usanakorn | Cruz Annalisa    | Lê Thị Ngân Hằng      | Busira Yunike Abigael     | chi tiết |
| Hạng gà 54 kg       | Thongjan Tassamalee        | Chilem Jouveliet | Đinh Thị Phương Thanh | Mo Mo Naing Hninn         | chi tiết |
| Hạng lông 57 kg     | Laopeam Peamwilai          | Sofla Ronijen    |                       |                           | chi tiết |
| Hạng nhẹ 60 kg      | Ngoksungnoen Sumittra      | Martinez Mitchel | Phimsomphon Manivone  | Lê Thị Hiền               | chi tiết |